# Waldemar Lindgren
Waldemar Lindgren (Kalmar, 14 febbraio 1860 – Boston, 3 novembre 1939) è stato un geologo e mineralogista svedese naturalizzato statunitense.

## Biografia
Nato in Svezia, a Vassmolösa, una località di Kalmar, ha studiato in Germania, alla Technische Universität Bergakademie di Freiberg, dove si è laureato in ingegneria mineraria nel 1882. Due anni dopo è entrato nel Servizio geologico statunitense, che avrebbe lasciato soltanto nel 1912. In quell'anno, infatti, assunse l'incarico di direttore del Dipartimento di geologia del Massachusetts Institute of Technology, incarico che mantenne sino al 1923.
Autore prolifico, Lindgren si è dedicato a studi stratigrafici, soprattutto in relazione ai giacimenti minerari, contribuendo alla loro classificazione. Ha scoperto e descritto numerosi minerali, fra i quali la violarite e la coronadite. La sua opera principale, non a caso intitolata Giacimenti minerari (in inglese Mineral deposits), ha contato quattro edizioni dal 1913. 
Socio dell'Accademia Reale Svedese delle Scienze, presidente della Società Geologica d'America nel 1924, Lindgren è stato insignito della medaglia Wollaston nel 1937. La Society of Economic Geologists, che aveva contribuito a fondare nel 1920 e di cui è stato presidente, gli ha intitolato un premio, il Waldemar S. Lindgren Award, conferito annualmente a giovani scienziati che abbiano pubblicato originali contributi sulla geologia economica. Il suo nome è ricordato anche da un minerale, la lindgrenite, scoperto in Cile nel 1935.